# Sah
Les sah constituent un sous-groupe du grand groupe ethnique baoulé de Côte d'Ivoire.
On les retrouve essentiellement dans la sous-préfecture de Djébonouan.
Ils sont repartis en trois tribus : le N'djé, le Mougnan et le Gbadahou. Les sah sont présents dans la région de Toumodi où ils sont restés à la suite d'une vague de migrations en quête d'or.